# Klijn (bedrijf)
Klijn was een Nederlands bedrijf, gevestigd in het Zuid-Hollandse dorp Hardinxveld-Giessendam. Het bedrijf werd opgericht door marktkoopman Jan Klijn omstreeks 1970.
Het bedrijf richt zich onder meer op noten en zuidvruchten. Het bedrijf groeide uit tot een groot concern, en op het industrieterrein van het dorp werden de noten gebrand en verpakt.

## Overname
In november 1997 werd Klijn overgenomen door Granaria in Den Haag. Het bedrijf had op dat moment een omzet van ƒ 90 miljoen, en beschikte over 125 man personeel. Hiermee kwam de omzet van Granaria op ƒ 400 miljoen.
Sinds deze overname, en de fusies met andere Nederlandse bedrijven in noten en dergelijke die daarmee gepaard gingen, worden de producten vanaf 2006 niet meer in Hardinxveld-Giessendam gebrand, maar vindt er in het dorp alleen nog maar inpakwerk plaats. Het brandwerk vindt plaats in Doetinchem. De naam "Klijn" is als merknaam in de supermarkten vervangen door "Jack Klijn", en op het etiket wordt niet langer Hardinxveld-Giessendam maar Doetinchem vermeld als plaats van herkomst van de noten. In de voormalige Klijnfabriek worden of werden - naast de "Jack Klijn"-producten - producten ingepakt voor onder meer de huismerken van de Albert Heijn, de Plusmarkt, Super de Boer en Aldi.

## Voetnoten
1. ↑  L. J. Ruijgrok, Jan Klijn brengt noten en zuidvruchten dichterbij - Digibron.nl (31 mei 1983). Geraadpleegd op 12 juni 2018.
2. ↑  fbg.nl. Gearchiveerd op 14 april 2015. Geraadpleegd op 18 augustus 2023.
3. ↑  "Granaria koopt Klijn-noten", Algemeen Dagblad, 27 november 1997